# Шарль Пеґі
Шарль П'єр Пеґі (фр. Charles Péguy; 7 січня 1873 р., Орлеан — 5 вересня 1914, Вільруа) — французький письменник.

## Біографія
Пеґі народився в родині столяра Дезіре Пеґі та майстрині з ремонту стільців Сесіль Кере (Cécile Quéré). Оскільки батько рано помер, хлопчик ріс разом із матір'ю та бабусею, неписьменною фермеркою. Спочатку він навчався в початковій школі в Орлеані, потім був стипендіатом у місцевій гімназії і, нарешті, в ліцеї Лаканаль в містечку Со . Він успішно закінчив середню школу і в листопаді 1892 року розпочав військову службу в Орлеані. Оскільки він був напівсиротою, служба була обмежена одним роком. Після диплому бакалавра філософії, отриманого в липні 1894 року, Пеґі вдалося з третьої спроби скласти вступний іспит до École normal supérieure, яку він залишив у серпні 1898 року після невдачі з випускними іспитами. Зрештою Пеґі відмовився від університетської кар'єри і став книгарем та письменником.
1895 року Пеґі став членом Соціалістичної партії . 1897 року з'явилася його перша драма «Жанна д'Арк» , яку Пеґі опублікував під псевдонімом. Разом із друзями Пеґі заснував у Парижі книгарню Librairie Georges Bellais. У справі Дрейфуса він приєднався до критики, сформульованої Емілем Золя в памфлеті «J'Accuse». 1899 року вийшов із Соціалістичної партії. Розрив між багатими та бідними тепер вважався нездоланним навіть через прагнення зробити кар'єру.
1908 року Пеґі звернувся до католицизму. У результаті в його творчості з'явилися деякі націоналістичні відтінки.
1914 року Пеґі мав звання лейтенанта резерву у французькому піхотному полку № 276. Він загинув від ворожого пострілу в голову незадовго до початку битви на Марні. Похований на військовому цвинтарі в Шоконен-Нефмонтьє.
Доробок Шарля Пегі, особливо його критику ідеології прогресу, нещодавно з новою увагою прочитали французькі філософи, соціологи та письменники, зокрема Ален Бадью, Ален Фінкелькраут та Бруно Латур.

## Твори
- Jeanne d'Arc. 1897
- Notre patrie. 1905
- Clio. Dialogue de l'histoire et de l’âme païenne. 1909
- Le mystère de la charité de Jeanne d'Arc. 1910
- Victor-Marie, Comte Hugo. Solvuntur objecta. 1910
- Notre jeunesse. 1910
- Le porche du mystère de la deuxième vertu. 1911
- Le mystère des Saints Innocents. 1912.
- L'argent, L'argent suite. 1913
- Ève. 1913

## Переклади українською
Одну поезію Шарля Пеґі українською мовою перекладав Микола Зеров («Прощання з Мезою»).